# Велика Дуга
Велика Дуга (рос. Большая Дуга) — присілок в Псковському районі Псковської області Російської Федерації.
Населення становить 23 особи. Входить до складу муніципального утворення Єршовська волость.

## Історія
Від 2015 року входить до складу муніципального утворення Єршовська волость.

## Населення
| 2001 | 2002 | 2010 |
| ---- | ---- | ---- |
| 54   | ↘41  | ↘23  |